# Bohain-en-Vermandois (tổng)
Tổng Bohain-en-Vermandois là một tổng ở tỉnh Aisne trong vùng Hauts-de-France.

## Địa lý
Tổng này được tổ chức xung quanh Bohain-en-Vermandois thuộc quận Saint-Quentin. Độ cao thay đổi từ 85 m (Croix-Fonsommes) à 166 m (Becquigny) với độ cao trung bình 134 m.

## Hành chính
| Giai đoạn | Ủy viên | Đảng | Tư cách |
| --------- | ------- | ---- | ------- |

## Các đơn vị cấp dưới
Tổng Bohain-en-Vermandois gồm 13 xã với dân số là 15 342 người (điều tra năm 1999, dân số không tính trùng)
| Xã                    | Dân số | Mã bưu chính | Mã insee |
| --------------------- | ------ | ------------ | -------- |
| Becquigny             | 274    | 2110         | 02061    |
| Bohain-en-Vermandois  | 6 600  | 2110         | 02095    |
| Brancourt-le-Grand    | 636    | 2110         | 02112    |
| Croix-Fonsommes       | 220    | 2110         | 02240    |
| Étaves-et-Bocquiaux   | 615    | 2110         | 02293    |
| Fontaine-Uterte       | 119    | 2110         | 02323    |
| Fresnoy-le-Grand      | 3 272  | 2230         | 02334    |
| Montbrehain           | 909    | 2110         | 02500    |
| Montigny-en-Arrouaise | 274    | 2110         | 02511    |
| Prémont               | 714    | 2110         | 02618    |
| Ramicourt             | 178    | 2110         | 02635    |
| Seboncourt            | 1 111  | 2110         | 02703    |
| Serain                | 420    | 2110         | 02709    |

## Biến động dân số
| 1962                                                     | 1968   | 1975   | 1982   | 1990   | 1999   |
| -------------------------------------------------------- | ------ | ------ | ------ | ------ | ------ |
| 15 437                                                   | 16 596 | 17 058 | 16 519 | 15 888 | 15 342 |
| Nombre retenu à partir de 1962 : dân số không tính trùng |        |        |        |        |        |